# Scotts Valley (Kalifornija)
Scotts Valley je grad u američkoj saveznoj državi Kalifornija. Prema popisu stanovništva iz 2010. u njemu je živjelo 11.580 stanovnika.